# Colpa delle stelle (film)
Colpa delle stelle (The Fault in Our Stars) è un film del 2014 diretto da Josh Boone e interpretato da Shailene Woodley ed Ansel Elgort. Si tratta dell'adattamento cinematografico dell'omonimo romanzo del 2012 scritto da John Green.
In Italia il film è stato distribuito a partire dal 4 settembre 2014.

## Trama
Hazel Grace Lancaster, una diciassettenne affetta da cancro diagnosticatole all'età di tredici anni, è obbligata dai genitori a frequentare un gruppo di supporto guidato da un sopravvissuto al cancro, Patrick. Il gruppo di supporto si svolge nel seminterrato di una chiesa che i protagonisti sono soliti chiamare "letteralmente nel cuore di Gesù". Un giorno Hazel, avviandosi verso le scale perché l'ascensore è occupato, incontra Augustus Waters, un ex giocatore di basket con una gamba amputata a causa di un osteosarcoma. Terminato il tempo dell'incontro, Augustus invita a casa propria Hazel Grace e dopo aver fatto la conoscenza dei genitori di Augustus, Hazel fa conoscere a quest'ultimo il suo romanzo preferito: Un'afflizione imperiale , scritto da Peter Van Houten, un americano trasferitosi ad Amsterdam. Dopo aver letto il libro, sia Augustus, sia Hazel scrivono all'assistente di Van Houten e la ragazza riceve in risposta un invito a casa dello scrittore. Prima del viaggio per Amsterdam, Hazel finisce in terapia intensiva per colpa di un versamento pleurico legato al cancro, mettendo in dubbio la partenza per Amsterdam. Per questo evento Hazel decide di allontanarsi da Augustus, invitandolo a casa sua e spiegandogli che, quando morirà, vuole far soffrire meno persone possibile e per questo i due farebbero meglio ad allontanarsi, con scarsi risultati poiché Augustus si dimostra troppo affezionato a lei. Partiti comunque, una volta arrivati, oltre a incontrare lo scrittore, che si rivela una delusione per i ragazzi poiché alcolizzato e burbero, vengono invitati dalla sua aiutante Lidewij a far visita alla casa di Anna Frank dove Hazel, spinta dalle registrazioni della voce di Anna, bacia Augustus. Egli tuttavia rivela a Hazel che gli è stata diagnosticata una grave ricaduta da una recente PET. Dopo alcune settimane, il ragazzo muore; durante e dopo il funerale, Hazel rivede Van Houten, che lei caccia in malo modo. Van Houten comunque le consegna un foglio con una mail di Augustus in cui il ragazzo ha scritto il proprio elogio funebre per Hazel e le ribadisce per l’ultima volta il suo amore, rivelandole che durante il suo ricovero era per un attimo entrato a farle visita.

## Produzione
Le riprese del film sono iniziate il 26 agosto 2013 a Pittsburgh (Pennsylvania). Nelle location sono incluse Oakmont ed il famoso hotel Mansions on Fifth. La scene in chiesa sono state girate nella St. Paul's Episcopal Church di Pittsburgh, nel sobborgo di Mount Lebanon. Le riprese in Pennsylvania sono proseguite fino al 10 ottobre. In seguito la produzione si è spostata ad Amsterdam, dove le riprese hanno avuto inizio il 14 ottobre e si sono concluse il 16 ottobre 2013.

### Cast
Il 19 marzo 2013, Entertainment Weekly ha annunciato che Shailene Woodley avrebbe interpretato Hazel Grace Lancaster. Il 10 maggio 2013, Ansel Elgort è stato scelto per il ruolo di Augustus Waters. Il 23 luglio, hanno scelto l'attrice Laura Dern per interpretare la madre di Hazel, Frannie Lancaster, e Nat Wolff invece per il ruolo di Isaac, il migliore amico di Augustus. All'HuffPost Live Nat Wolff ha affermato: "È eccitante, mi sento davvero fortunato. Il fatto che riesco a lavorare con queste persone, questa è una delle ragioni per cui sto bene nel film". Il 14 agosto, l'attore Sam Trammell è stato scelto nel ruolo di Michael Lancaster, padre di Hazel, e il 28 agosto, l'autore John Green ha annunciato che Mike Birbiglia avrebbe avuto la parte di Patrick. Il 6 settembre, ha twittato che Willem Dafoe avrebbe interpretato lo scrittore Peter Van Hauten.
Prima di questi annunci, l'autore John Green aveva detto in un tweet che sarebbe stato felice se Mae Whitman avesse preso parte nel film interpretando Hazel mentre nel febbraio 2013 erano in lizza per il ruolo principale Shailene Woodley e Hailee Steinfeld.

## Colonna sonora
Edizione standard
1. Ed Sheeran – All of the Stars
2. Jake Bugg – Simple As This
3. Grouplove – Let Me In
4. Birdy – Tee Shirt
5. Kodaline – All I Want
6. Tom Odell – Long Way Down
7. Charli XCX – Boom Clap
8. STRFKR – While I'm Alive
9. Indians – Oblivion
10. The Radio Department – Strange Things Will Happen
11. Afasi & Filthy – Bomfalleralla
12. Ray LaMontagne – Without Words
13. Birdy – Not About Angels
14. Lykke Li – No One Ever Loved
15. M83 – Wait
16. Birdy – Best Shot (feat. Jaymes Young)

Tracce bonus nell'edizione deluxe
1. Sleeping at Last – Sun
2. Radical Face – We're on Our Way
3. Serena Ryder – What I Wouldn't Do
4. OneRepublic – What You Wanted

## Distribuzione
Il film viene presentato il 16 maggio 2014 al Seattle International Film Festival; distribuito a New York (nel resto degli Stati Uniti d'America il 6 giugno); il 4 giugno in Egitto, Giamaica, e Trinidad e Tobago; il 5 giugno in Australia, Brasile, Bielorussia, Repubblica Ceca, Croazia, Ungheria, Libano, Messico, Nuova Zelanda, Filippine, Porto Rico, Russia, e in Slovacchia; il 6 giugno in Canada, Colombia, Estonia, Islanda, Polonia, e Sudafrica; il 12 giugno negli Emirati Arabi Uniti, Bahrein, Svizzera, Cile, Germania, Danimarca, Iraq, Giordania, Kuwait, Montenegro, Macedonia, Oman, Qatar, e Serbia; in Austria, Bulgaria, Norvegia, e Romania il 13 giugno; il 18 giugno in Belgio e Israele; il 19 giugno nella Repubblica Dominicana, in Regno Unito, Grecia, Irlanda, Portogallo, e Singapore; il 20 giugno a Cipro e Lituania; il 22 giugno in Svezia; in 25 giugno in Cambogia; il 26 giugno in Argentina, Perù, e Uruguay; il 27 giugno in Ecuador e Turchia; il 4 luglio in Spagna e India; il 10 luglio nei Paesi Bassi e in Ucraina; l'11 luglio in Finlandia; il 17 luglio in Malaysia; il 24 luglio in Thailandia; il 25 luglio a Taiwan; il 31 luglio a Hong Kong; il 13 agosto in Corea del Sud; il 15 agosto in Venezuela; il 20 agosto nella Svizzera francese e in Francia; il 22 agosto in Indonesia e Lettonia; il 28 agosto in Slovenia; il 1º settembre nella Svizzera italiana; il 4 settembre in Azerbaigian, Italia, e Kazakistan; il 17 ottobre in Pakistan; il 20 febbraio 2015 in Giappone.
La versione estesa viene distribuita in prima visione italiana il 30 giugno 2015 su Sky Cinema 1, canale della piattaforma satellitare Sky.

### Divieto
Il film, a seconda del paese di proiezione, ha avuto diversi livelli di censura: è stato vietato ai minori di 6 anni in Germania; ai minori di 7 in Islanda e in Norvegia; 11 in Svezia; 12 in Brasile, Ungheria, Irlanda, Giappone, Paesi Bassi, Portogallo, Corea del Sud, Svizzera, e Regno Unito; 13 in Argentina, Filippine, e Thailandia. A Singapore e negli Stati Uniti d'America (dalla Motion Picture Association of America (MPAA) con il certificato nº 48945) il film è stato vietato ai minori di 13 anni non accompagnati dai genitori. In Messico è stato valutato B (adatto dai 12 anni in su); in Australia M (sconsigliato ai minori di 15 anni); nel Québec è stato valutato G, ovvero adatto a tutti; a Hong Kong è stato invece classificato come IIA, ovvero non adatto ai bambini.

## Accoglienza

### Incassi
Con un budget di 12 milioni di dollari, il film ha incassato 124.872.350 di dollari negli Stati Uniti, mentre in Italia l'incasso è stato di 5.210.488 euro, per un incasso totale di circa 307.239.013 di dollari.

## Riconoscimenti
- 2015 - MTV Movie Awards[18][19]
  - Miglior film
  - Miglior performance femminile a Shailene Woodley
  - Miglior bacio a Ansel Elgort e Shailene Woodley
  - Nomination - Miglior performance maschile a Ansel Elgort
  - Nomination - Miglior performance rivelazione a Ansel Elgort
  - Nomination - Miglior coppia a Ansel Elgort e Shailene Woodley
  - Nomination - Miglior performance senza maglietta a Ansel Elgort
- 2015 - MTV Italia Awards
  - Best Movie
- 2014 - Teen Choice Awards
  - Miglior film drammatico

## Remake
Il 6 agosto 2014, Fox Star Studios ha annunciato l'intenzione di produrre un remake di Colpa delle stelle in Hindi. Il CEO dello studio, Vijay Singh, ha detto che la versione inglese del film, rilasciato in India in luglio 2014 aveva guadagnato oltre 1 milione di $. Il 19 settembre, è stato annunciato che Homi Adajania, il direttore di Finding Fanny (2014), e il produttore Dinesh Vijan avrebbero lavorato con la Fox Star Studios per sviluppare il film, che sarà co-prodotto dalla società di Vijan Maddock. Il 25 settembre, Deepika Padukone e Varun Dhawan sono stati confermati per interpretare i ruoli principali.